# Mendidius diffidens
Mendidius diffidens är en skalbaggsart som beskrevs av Edmund Reitter 1892. Mendidius diffidens ingår i släktet Mendidius och familjen Aphodiidae. Inga underarter finns listade i Catalogue of Life.